# Уилям Хенри Ашли
Уилям Хенри Ашли (на английски: William Henry Ashley) е американски търговец на кожи, изследовател, предприемач и политик.

## Ранни години (ок.1778 – 1820)
Роден е около 1778 година в Поуатън Каунти в щата Вирджиния, САЩ. В началото на ХІХ век Ашли се премества в новозакупената през 1803 година от САЩ френска територия Луизиана, в новообразувания щат Мисури, който става негов дом до края на живота му. По-късно се премества в Сент Луис и по време на войната от 1812 става бригаден генерал в американската армия и доста забогатява от спекулации със земи и имоти и търговия с кожи.

## Губернатор на Мисури (1820 – 1824)
В периода 1820 – 1824 година е първият губернатор на щата Мисури. Като губернатор предприема значителни нововъведения в търговията с кожи, изкупувани от индианците и препродавани на белите търговци, които нововъведения му носят значителни доходи и признание и спомагат за по-нататъшната експанзия на САЩ на запад от Мисисипи.

## Експедиционна дейност (1824 – 1828)
В периода 1824 – 1828 година Ашли провежда няколко експедиции на запад, като вторично открива Голямото солено езеро и Юта. Открива соленото езеро Севир (39°00′ с. ш. 113°15′ з. д. / 39° с. ш. 113.25° з. д.) и вливащата се в него река Севир (вторично). През същия период продължава активната му търговия с кожи, която му донася нови приходи.
През 1828 година изследва днешната територия на щата Колорадо, басейна на река Южен Плат и Големия басейн.

## Следващи години (1828 – 1838)
През 1826 Ашли продава компанията си за търговия с кожи на бъдещия изследовател на Скалистите планини Джедидая Смит и се впуска в политиката. През 1831, 1832 и 1834 година е сенатор в Конгреса на САЩ. През 1836 отказва да се кандидатира за четвърти мандат в Конгреса и вместо това участва в надпреварата за губернатор на щата Мисури, но губи катастрофално, което довежда до прекратяване на политическото му поприще.
След напускане на политиката Ашли се отдава на първия си занаят – търговия с недвижими имоти, но здравето му бързо се влошава и умира на 26 март 1838 година в Бонвил на 60-годишна възраст от пневмония.